# پترونل-کارنونتوم
پِترونِل-کارنونتوم (به آلمانی: Petronell-Carnuntum) یک منطقهٔ مسکونی در اتریش است که در ناحیه بروک آن در لیتا واقع شده‌است. پترونل-کارنونتوم ۱٬۲۳۰ نفر جمعیت دارد.